# Município de Creston Village (condado de Medina, Ohio)
Localização do Ohio nos E.U.A.
O município de Creston Village (em inglês: Creston Village Township) é um município localizado no condado de Medina no estado estadounidense de Ohio. No ano 2010 tinha uma população de 92 habitantes e uma densidade populacional de 223,41 pessoas por km².

## Geografia
O município de Creston Village encontra-se localizado nas coordenadas 40° 59′ 29″ N, 81° 53′ 07″ O. Segundo a Departamento do Censo dos Estados Unidos, o município tem uma superfície total de 0.41 km², da qual 0,41 km² correspondem a terra firme e (0 %) 0 km² é água.

## Demografia
Segundo o censo de 2010, tinha 92 pessoas residindo no município de Creston Village. A densidade de população era de 223,41 hab./km².